# Libythea lepitoides
Libythea lepitoides är en fjärilsart som beskrevs av George Francis Hampson 1888. Libythea lepitoides ingår i släktet Libythea och familjen praktfjärilar. Inga underarter finns listade i Catalogue of Life.